# インターシティーズ・フェアーズカップ
インターシティーズ・フェアーズカップ（英: Inter-Cities Fairs Cup）は、1955年から1971年にかけて行われていた、クラブチームによるサッカーの国際大会である。

## 概要
UEFAカップ（現在のUEFAヨーロッパリーグ）の前身にあたる。UEFA（欧州サッカー連盟）は非公式戦としているが、FIFA（国際サッカー連盟）は公式なタイトルとして認めている。

## 結果
| 年度    | 優勝                         | 結果              | 準優勝                 | 会場                                                                          |
| ------- | ---------------------------- | ----------------- | ---------------------- | ----------------------------------------------------------------------------- |
| 1955-58 | バルセロナ選抜               | 2 - 2 6 - 0       | ロンドン選抜           | スタンフォード・ブリッジ（ロンドン） カンプ・ノウ（バルセロナ）               |
| 1958-60 | バルセロナ                   | 0 - 0 4 - 1       | バーミンガム・シティ   | セント・アンドルーズ（バーミンガム） カンプ・ノウ（バルセロナ）               |
| 1960-61 | ローマ                       | 2 - 2 2 - 0       | バーミンガム・シティ   | セント・アンドルーズ（バーミンガム） オリンピコ（ローマ）                     |
| 1961-62 | バレンシア                   | 6 - 2 1 - 1       | バルセロナ             | メスタージャ（バレンシア） カンプ・ノウ（バルセロナ）                         |
| 1962-63 | バレンシア                   | 2 - 1 2 - 0       | ディナモ・ザグレブ     | マクシミール（ザグレブ） メスタージャ（バレンシア）                           |
| 1963-64 | レアル・サラゴサ             | 2 - 1             | バレンシア             | カンプ・ノウ（バルセロナ）                                                    |
| 1964-65 | フェレンツヴァーロシュ       | 1 - 0             | ユヴェントス           | オリンピコ（トリノ）                                                          |
| 1965-66 | バルセロナ                   | 0 - 1 4 - 2 aet   | レアル・サラゴサ       | カンプ・ノウ（バルセロナ） ラ・ロマレーダ（サラゴサ）                         |
| 1966-67 | ディナモ・ザグレブ           | 2 - 0 0 - 0       | リーズ・ユナイテッド   | マクシミール（ザグレブ） エランド・ロード（リーズ）                           |
| 1967-68 | リーズ・ユナイテッド         | 1 - 0 0 - 0       | フェレンツヴァーロシュ | エランド・ロード（リーズ） ネプ（ブダペスト）                                 |
| 1968-69 | ニューカッスル・ユナイテッド | 3 - 0 3 - 2       | ウーイペシュト         | セント・ジェームズ・パーク（ニューカッスル） メジェリ・ウーティ（ブダペスト） |
| 1969-70 | アーセナル                   | 1 - 3 3 - 0       | アンデルレヒト         | スタッド・イーミル・ヴェルシー（ブリュッセル） ハイベリー（ロンドン）         |
| 1970-71 | リーズ・ユナイテッド         | 2 - 2 AG 1 - 1 AG | ユヴェントス           | オリンピコ（トリノ） エランド・ロード（リーズ）                               |

## 統計

### クラブ別成績
| クラブ名                     | 優 | 準 | 優勝年度       | 準優勝年度 |
| ---------------------------- | -- | -- | -------------- | ---------- |
| バルセロナ                   | 3  | 1  | 1958,1960,1966 | 1962       |
| リーズ・ユナイテッド         | 2  | 1  | 1968,1971      | 1967       |
| バレンシア                   | 2  | 1  | 1962,1963      | 1964       |
| レアル・サラゴサ             | 1  | 1  | 1964           | 1966       |
| フェレンツヴァーロシュ       | 1  | 1  | 1965           | 1968       |
| ディナモ・ザグレブ           | 1  | 1  | 1967           | 1963       |
| ローマ                       | 1  | 0  | 1961           |            |
| ニューカッスル・ユナイテッド | 1  | 0  | 1969           |            |
| アーセナル                   | 1  | 0  | 1970           |            |
| バーミンガム・シティ         | 0  | 2  |                | 1960,1961  |
| ユヴェントス                 | 0  | 2  |                | 1965,1971  |
| ロンドン選抜                 | 0  | 1  |                | 1958       |
| ウーイペシュト               | 0  | 1  |                | 1969       |
| アンデルレヒト               | 0  | 1  |                | 1970       |

注：優勝年度及び準優勝年度は、優勝が決定した年を並べている。例えば、1955-58年度王者は1958年としている。

### クラブ所在国別成績
| 国・地域名     | 優 | 準 |
| -------------- | -- | -- |
| スペイン       | 6  | 3  |
| イングランド   | 4  | 4  |
| イタリア       | 1  | 2  |
| ハンガリー     | 1  | 2  |
| ユーゴスラビア | 1  | 1  |
| ベルギー       | 0  | 1  |

## トロフィー・プレーオフ
大会がUEFAカップに再編されるにあたり、最多優勝（3回）のバルセロナと最後に優勝したリーズ・ユナイテッドの間でプレーオフが行われ、勝利したバルセロナがトロフィーを永久保持する事になった。
| 開催日        | 優勝       | 結果  | 準優勝               | 会場                       |
| ------------- | ---------- | ----- | -------------------- | -------------------------- |
| 1971年9月22日 | バルセロナ | 2 - 1 | リーズ・ユナイテッド | カンプ・ノウ（バルセロナ） |